# Патрік Бертшелл
Патрік Бертшелл (фр. Patrick Burtschell, 22 вересня 1946) — французький хокеїст на траві.
Учасник Олімпійських Ігор 1968, 1972 років.